# Andrzej Rudy
Andrzej Rudy (* 15. Oktober 1965 in Ścinawa) ist ein ehemaliger polnischer Fußballspieler. In seiner aktiven Karriere war er mit Unterbrechungen seit 1989 bei verschiedenen Vereinen in Deutschland aktiv. Daneben spielte er auch für die polnische Nationalmannschaft.

## Karriere
Geboren und aufgewachsen in Niederschlesien, wechselte Rudy 1983 in die erste Mannschaft von Śląsk Wrocław, für den er bereits seit 1980 im Jugendkader gespielt hatte. Nach fünf Jahren wurde er bei GKS Katowice unter Vertrag genommen, wo er unter anderem an der Seite von Jan Furtok spielte, ehe dieser in die deutsche Bundesliga zum Hamburger SV wechselte. Rudy selbst wurde aus politischen Gründen ein Vereinswechsel von der damaligen Volksrepublik Polen in die Bundesrepublik Deutschland verweigert.
Im November 1988 verließ Rudy ohne Erlaubnis der Leitung der polnischen Nationalmannschaft deren Quartier in Mailand – die Nationalelf bereitete sich auf ein Freundschaftsspiel gegen eine Auswahl der italienischen Serie A vor – und traf sich mit einem Fluchthelfer. Trotz strenger Kontrollen an den Grenzen und obwohl bereits ein Fahndungsbrief gegen ihn kursierte, gelangte Rudy über Österreich nach Deutschland.
Nachdem sich Rudy etwa ein Jahr lang in Köln bedeckt gehalten hatte, bekam er 1989 dank der Unterstützung von Bernhard Worms (CDU) kurz nach der politischen Wende in Polen für den 1. FC Köln eine Spielberechtigung. Worms hatte diese zusammen mit einem Notar während eines Treffens mit Offiziellen des polnischen Fußballverbandes in Warschau im Zuge der erneuerten Beziehungen zwischen beiden Staaten erwirkt.
In Köln konnte sich Rudy zunächst spielerisch jedoch nicht durchsetzen, was Worms rückblickend darauf zurückführte, dass Rudy „auf den Zivilisationsschock des Wechsels aus einer Defizitwirtschaft […] zu einer Überflussgesellschaft […] in keinster [sic] Weise vorbereitet gewesen“ sei. Rudy verschuldete sich unter anderem in Folge der Scheidung von seiner Frau, was sich auch auf seine sportlichen Leistungen auswirkte. Auch zwei Jahre später konnte er sich nicht in der Stammelf des 1. FC Köln etablieren und wechselte auf Leihbasis nach Dänemark zu Brøndby IF. Initiator des Wechsels war der damalige Trainer von Brøndby IF, Morten Olsen, der einige Jahre vorher noch selbst für den 1. FC Köln gespielt hatte und Rudy aus seiner aktiven Zeit am Rhein kannte. Erst in der Vorstadt von Kopenhagen fand Rudy zu seiner alten Stärke zurück.
1993 wurde Olsen neuer Trainer in Köln, und Rudy kehrte ebenfalls zu den Geißböcken zurück. Dieses Mal wurde er Leistungsträger und lernte sehr gut Deutsch. In dieser Zeit wurde er auch der erste polnische Spieler, der in der Bundesliga Mannschaftskapitän wurde. Er bestritt 134 Bundesligaspiele und erzielte dabei 14 Tore. 1996 spielte er noch ein halbes Jahr für den VfL Bochum und dann für Lierse SK, Ajax Amsterdam, erneut für Lierse SK und schließlich für KVC Westerlo. Im Alter von 36 Jahren zog Rudy in seine Wahlheimat Köln zurück und spielte dort für den Regionalligisten SCB Viktoria Köln.
Nach einer Anstellung als Spielertrainer bei Borussia Fulda war Rudy anschließend für den Bonner SC tätig. Bei beiden Vereinen spielte er jeweils auch aktiv in deren erster Mannschaft mit. Letztmals als Spieler aktiv war Rudy schließlich 2008 beim TSC Euskirchen, dem er beim Aufstieg von der dritten Staffel der Bezirksliga in die Landesliga geholfen hatte. Anschließend war er Techniktrainer im Nachwuchsbereich (U-8 bis U-15) des 1. FC Köln, bevor er am 13. April 2010 als neuer Trainer der Sportfreunde Siegen vorgestellt wurde. Nach ausbleibendem sportlichen Erfolg wurde Rudy jedoch am 4. Mai 2011 vorzeitig beurlaubt.
Nach längerer Pause übernahm Rudy 2014 den Trainerposten bei der U-17 des TSC Euskirchen in der Junioren-Bundesliga. Ab Sommer 2014 trainierte er die C3-Jugend des Vereins in der Sonderliga.
Im März 2018 wurde berichtet, dass Rudy bei dem Kölner Transportunternehmen Colonia Spezialfahrzeuge als Fahrer eines Abschleppwagens tätig und vorerst in keinem Verein mehr aktiv war.

## Statistik
- 16 Länderspiele; 3 Tore für Polen
- 1. Bundesliga
134 Spiele; 14 Tore 1. FC Köln
- 2. Bundesliga
14 Spiele; 1 Tor VfL Bochum
- DFB-Pokal
17 Spiele; 3 Tore 1. FC Köln
- UEFA-Pokal
10 Spiele 1. FC Köln

## Erfolge
- 1984 3. Platz bei der U-18-Europameisterschaft mit Polen
- 1987 Polnischer Pokalsieger mit WKS Śląsk Wrocław
- 1990 Deutscher Vizemeister mit dem 1. FC Köln
- 1991 DFB-Pokal-Finalteilnehmer mit dem 1. FC Köln
- 1997 Belgischer Meister mit Lierse SK
- 1998 Niederländischer Meister mit Ajax Amsterdam
- 1998 Niederländischer Pokalsieger mit Ajax Amsterdam
- 1999 Niederländischer Pokalsieger mit Ajax Amsterdam

## Sonstiges
Andrzej Rudy lebt im Kölner Vorort Hürth.